# Jonathan Jones
Jonathan Jones, född 6 februari 1999, är en friidrottare från Barbados. Han deltog vid olympiska sommarspelen 2020.